# 西平守孝
西平 守孝（にしひら もりたか、1939年9月 - ） は、日本の生態学者。東北大学名誉教授。沖縄美ら島財団参与。元日本サンゴ礁学会会長。元沖縄県サンゴ礁保全推進協議会会長。元沖縄生物学会会長。日本学士院エジンバラ公賞受賞。

## 人物・経歴
沖縄県石垣市生まれ。1962年琉球大学理工学部生物学科卒業。1967年東北大学大学院理学研究科博士課程修了、理学博士。1971年東北大学理学部助教授。同年琉球大学理工学部助教授。1978年京都大学理学部助教授。1982年琉球大学理学部教授。1991年東北大学理学部教授。1993年日本生態学会幹事長。2001年東北大学大学院生命科学研究科教授。2002年日本生態学会第49回大会長。2003年東北大学名誉教授、名桜大学国際学部観光産業学科教授。2005年名桜大学総合研究所長。2008年日本生態学会功労賞受賞。2009年名桜大学名誉教授、名桜大学客員教授、海洋博覧会記念公園管理財団参与。2010年日本学士院エジンバラ公賞受賞。2012年沖縄美ら島財団参与。同年日本サンゴ礁学会受賞。2014年瑞宝中綬章受章。日本サンゴ礁学会会長や沖縄県サンゴ礁保全推進協議会会長、沖縄生物学会会長、学術審議会専門委員、自然環境保全審議会委員なども務めた。